# شینید کیوسک
شینید کیوسَک (ایرلندی: Sinéad Cusack؛ ‏‎/ʃɪˈneɪd/‎ shin-AYD) یک بازیگر اهل ایرلند است. وی یکی از بازیگران بزرگ کشور ایرلند است.
از فیلم‌ها یا برنامه‌های تلویزیونی که وی در آن نقش داشته‌است، می‌توان به شور ذهن، فراطبیعی، سرزمین آب، کشف‌نشده و زیبایی ربوده‌شده اشاره کرد.